# John Howard
John Winston Howard (Sydney, 26 de julho de 1939) é um político australiano, 25º primeiro-ministro de seu país, cargo que assumiu em 11 de março de 1996 e deixou em 3 de dezembro de 2007.
Seu governo foi subsequentemente reeleito nas eleições de 1998, 2001 e 2004; tornando-o o primeiro-ministro a mais tempo no cargo desde Robert Menzies. Após sua vitória em 2004, seu governo obteve a maior banca nas duas casas do Parlamento australiano a partir de julho de 2005. Howard é um entusiasta do críquete e um grande torcedor da Seleção Australiana de Rugby.
Em 24 de novembro de 2007, foram realizadas novas eleições parlamentárias na Austrália, onde o governo liberal de Howard foi derrotado pelos trabalhistas, comandados por Kevin Rudd, após perder surpreendentes 24 assentos no Parlamento.

## Biografia
Howard cresceu em Earlwood, subúrbio de Sydney, onde estudou em escola pública. O seu segundo nome, Winston, é uma homenagem a Winston Churchill, mas era conhecido na família como Jack. Seu pai, Lyell Howard e seu avô paterno, Walter Howard, veteranos da Força Imperial Australiana na Primeira Guerra Mundial foram donos de um posto de gasolina e uma oficina em Dulwich Hill, onde Howard trabalhou como aprendiz. Além do posto e da oficina, o pai e o avô de Howard controlaram uma grande área de terra na Papua-Nova Guiné que foi oferecida pelos serviços prestados à Austrália na II Guerra Mundial. Durante sua adolescência, John e seus três irmãos perderam seu pai, sendo então criados por sua mãe. Ele estudou e se graduou em Direito pela Universidade de Sydney. John filiou-se ao Partido Liberal em 1957.

### Vida política
Em 1967 foi candidato à vaga do subúrbio de Drummoyne que na época pertencia ao Partido Trabalhista Australiano (ALP). Nas eleições de fevereiro de 1968, Howard acabou sendo derrotado pelo candidato do ALP. Howard continuou a morar na casa de sua mãe até 1971 quando se casou com a colega de partido Janette Parker, com quem teve três filhos.
Ele tentou novamente entrar no Parlamento Australiano num nível federal e obteve sucesso. Foi eleito para a Casa dos Representantes como membro do Parlamento representando o subúrbio de Bennelong em Sydney nas eleições federais de maio de 1974. Quando o Governo Fraser chegou ao poder em dezembro de 1975, Howard foi indicado como Ministro da Economia e de Assuntos do Consumidor. Em dezembro de 1977, foi indicado como Tesoureiro aos 38 anos de idade, sendo conhecido como o "garoto Tesoureiro". Em abril de 1982, foi eleito líder do Partido Liberal.
Durante o período como tesoureiro, Howard se tornou adepto ao tatcherismo (também conhecido como "racionalismo econômico" na Austrália). 
Após a renúncia de Fraser, Howard tentou ser líder novamente do Partido Liberal, mas foi derrotado por Andrew Peacock. Continuou como deputado-líder e tornou-se deputado-líder da Oposição.

### Primeiro-ministro
Com o eleitorado ainda sofrendo com reformas, uma recessão, Howard ganhou de diversos trabalhistas, e marcou uma vitória suave nas eleições de 1996 sobre Keating tornando-se o primeiro-ministro da Austrália, aos 56 anos de idade.
Alterou a Lei do Casamento para incluir uma proibição dos casamentos entre pessoas do mesmo sexo e decidiu utilizar a legislação sobre imigração para impedir que os casais do mesmo sexo adoptassem crianças estrangeiras.

### Queda
Nas eleições de 2007, Howard não apenas viu a maioria liberal no Parlamento esvair-se, entregando portanto a Chefia de Governo aos então oposicionistas do Partido Trabalhista, como também foi derrotado nas eleições como representante de um distrito de Sydney, saindo vitoriosa a jornalista Maxine McKew. Foi a primeira vez, desde 1929, que um Primeiro-ministro australiano não consegue sequer reeleger-se como representante de seu próprio distrito parlamentário.